# Wykształcenie zasadnicze
Wykształcenie zasadnicze zawodowe – rodzaj wykształcenia dający uczniom przygotowanie do podjęcia pracy zawodowej, oparty na kształceniu w zasadniczych szkołach zawodowych, szkołach zasadniczych lub innych szkołach równorzędnych lub nauce rzemiosła.